# Bruno Bozzetto
Pour les articles homonymes, voir Bozzetto.
Bruno Bozzetto est un dessinateur et producteur, réalisateur et scénariste de dessins animés italien, né le 3 mars 1938  à Milan. Il est l'auteur de nombreux courts-métrages à teneur principalement politique et satirique.

## Biographie
Son œuvre la plus connue est certainement le film Allegro non troppo (1976), séquences animées sur des thèmes de musique classique à la manière du Fantasia de Walt Disney mais dans un style plus sobre et moins conformiste. Son personnage emblématique, Monsieur Rossi, apparaît dans plusieurs de ses réalisations.

## Bandes dessinées
- 1970 : Il Signor Rossi e le donne
- 1971 : Mille piccoli cretini
- 2018 : Mini & Super VIP : Le mystère du va-et-vient

## Filmographie

### Longs-métrages de cinéma
- 1965 : Sur la piste de l'Ouest sauvage (West and Soda)
- 1968 : Vip, mon frère le super héros (Vip: Mio fratello superuomo)
- 1976 : Monsieur Rossi cherche le bonheur (Il signor Rossi cerca la felicità)
- 1976 : Allegro non troppo
- 1977 : Les Rêves de Monsieur Rossi (I sogni del signor Rossi)
- 1978 : Les Vacances de Monsieur Rossi (Le vacanze del signor Rossi)
- 1987 : Sotto il ristorante cinese

### Courts-métrages de cinéma
- 1958 : Tapum ! La storia delle armi
- 1959 : La storia delle invenzioni
- 1960 : Un Oscar per il signor Rossi
- 1961 : Alfa Omega
- 1963 : I due castelli
- 1963 : Il signor Rossi va a sciare
- 1964 : Il signor Rossi al mare
- 1966 : Il signor Rossi compra l'automobile
- 1967 : Una vita in scatola
- 1967 : L'uomo e il suo mondo
- 1967 : Galleria: cuore e nenoria di Milano[3]
- 1969 : Ego
- 1970 : Il signor Rossi al camping
- 1971 : I sottaceti
- 1971 : Il signor Rossi al safari fotografico
- 1972 : Oppio per oppio
- 1973 : Opera
- 1973 : La cabina
- 1974 : Self Service
- 1974 : Il signor Rossi a Venezia
- 1977 : Striptease
- 1977 : La piscina
- 1978 : Baby Story
- 1982 : Tennis Club
- 1983 : La pillola
- 1984 : Moa Moa
- 1984 : Sigmund
- 1987 : Baeus
- 1988 : Mistertao
- 1990 : Big Bang
- 1990 : Cavallette
- 1991 : Dancing
- 1994 : Drop
- 1995 : Help?
- 1999 : Europa&Italia
- 1999 : I Cartoni dello Zecchino d'Oro
- 1999 : Tony e Maria
- 2000 : To Bit or not to Bit (non crédité)
- 2000 : I cosi[4]
- 2001 : Yes & No: A Diseducational Road Movie
- 2001 : Storia del mondo per chi ha fretta
- 2002 : Adam
- 2003 : Olympics
- 2003 : Life
- 2004 : Femminile&Maschile
- 2009 : Mr. Otto in 17 (non crédité)
- 2004 : Neuro
- 2005 : Looo
- 2009 : Viaggiatori! e Viaggiatori?
- 2009 : Sex and Fun (non crédité)
- 2008 : Armi su strada
- 2009 : Camuni
- 2010 : Va bene?
- 2010 : Game (non crédité)
- 2011 : Rapsodeus
- 2012 : Meritocrazia
- 2013 : Vintage or Cool (non crédité)
- 2014 : Muko
- 2018 : EU&USA
- 2019 : Ecosystem

### Télévision
- 1975 :  Le sport de M. Rossi  -11 épisodes
- 1984 : Stripy -13 épisodes